# شرطة طيبة (الأقصر)
قرية شرطة طيبة  هي إحدى القرى التابعة لمركز شرطة الأقصر في محافظة الأقصر في جمهورية مصر العربية. حسب إحصاءات سنة 2006، بلغ إجمالي السكان في شرطة طيبة 51974 نسمة، منهم 27411 رجل و24563 امرأة.